# Cobe
Cobe er et dansk arkitektfirma, som ledes og ejes af Dan Stubbergaard og beskæftiger i omegnen af 150 arkitekter, bygningskonstruktører, landskabsarkitekter og byplanlæggere.

## Historie
Cobe blev grundlagt i København af Dan Stubbergaard i 2006. I 2013 flyttede Cobe sine kontorer til Papirøen, som virksomheden i 2015 også fik til opgave at totalrenovere.
Cobe flyttede igen i 2018, efter virksomheden rundede 100 medarbejdere. Den nye og nuværende adresse er Pakhus 54 i det københavnske havnekvarter Nordhavn.
Cobe vandt i 2008 også hovedkonkurrencen for byplanlægningen af Nordhavnen, hvis masterplan indebærer en udvidelse af bydelen fra 2 til 3 millioner kvadratmeter.
Blandt Cobes øvrige projekter er Nørreport Station, The Silo, Køge Nord Station, Israels Plads, Krøyers Plads og Ragnarock.

## Udvalgte færdiggjorte projekter
- 2019: Karen Blixens Plads, København[8]
- 2019: Køge Nord Station, Køge[9]
- 2019: Frederiksberg Allé Station, Frederiksberg[10]
- 2019: Designmuseum Denmark, København[11]
- 2019: Roskilde Festival Højskole, Roskilde[12]
- 2017: Krøyers Plads, København[13]
- 2017: The Silo, København[14]
- 2016: Ragnarock, Roskilde[15]
- 2015: Nørreport Station, København[16]
- 2014: Israels Plads, København[17]
- 2011: BIBLIOTEKET, København[18]

## Udvalgte udgivelser (udgivelsesår)
- 2018: The Silo, Strandberg Publishing[19]
- 2016: Our Urban Living Room, Arvinius+Orfeus Publishing[20]

## Udvalgte priser
- 2020: Archdaily Building of the Year Award[21]
- 2020 German Design Award[22]
- 2018: Civic Trust Award[23]
- 2018: RENOVER Prisen[24]
- 2018, 2017, 2016, 2014, 2011: Copenhagen Award for Architecture[kilde mangler]
- 2016, 2015, 2014, 2013, 2012: Børsen Gazelle Award[25]